# Сапас монс
Сапас монс је велики штитасти вулкан на површини планете Венере. Налази се на координатама 8,5° северно и 171,7° западно (планетоцентрични координатни систем +Е 0-360) и са пречником од 217 км међу највећим је планинским узвишењима на површини ове планете. Малази се у области Атла, северозападно од планине Маат монс.
Планина је име добила према хананској богињи сунца и гласници богова Шапаш, а име планине је 1982. усвојила Међународна астрономска унија.
Пречник вулкана је око 217 км, а висина до око приближно 1.500 метара. Њени обронци су прекривени бројним лавичним токовима, а највећи број њих на површину избија из паразитских кратера на обронцима. Подручја која су на радарским снимцима означена светлијим нијансама су са већим падинама и бројним неравнинама, док су тамнија подручја на југоистоку знатно равнија. На врху се издвајају два кратера који су на радару означени тамним нијансама, а уочено је и постојање неколико јама, димензија до једног километра. Претпоставља се да су јаме настале услед урушавања земљишта непосредно изнад комора са магмом. Североисточно од вулкана се налази ударни кратер пречника око 20 км који је делимично затрпан лавичним изливима.
Сапас монс се налази у вулкански веома активној области на Венери, заједно са још 5 великих вулкана који се налазе дуж исте раседне зоне.